# 山口飛騨守
山口 飛騨守（やまぐち ひだのかみ）は、戦国時代の武将。織田氏、徳川氏の家臣。実名は不明。

## 略歴
織田信長に小姓として仕え、永禄年間の初めには赤母衣衆に入っている。
永禄3年（1560年）の桶狭間の戦いでは、信長が夜明けに行軍を開始した当初、岩室重休・長谷川橋介・佐脇良之・加藤弥三郎と共に僅か5人で従った。永禄12年（1569年）の大河内城の戦いでは、佐脇らと共に尺限廻番衆となる。
その後信長より不興を買い、長谷川・佐脇・加藤と織田家を出奔。共に徳川家康の許に身を寄せた。その際の待遇は不明であるが、元亀3年12月22日（1573年1月25日）の三方ヶ原の戦いに参戦し、長谷川・佐脇・加藤と共に討死した。
なお、『甫庵信長記』では、信長が弟・信行（信勝）を謀殺した際、初めに斬りつけた3人のうちの1人となっているが、『信長公記』にはその記載はなく定かではない。これを誤りと推測する見解もある。

## 登場作品
小説
- 楠乃小玉『織田信長と岩室長門守』（2016年刊、青心社）